# Mariola Konowalska
Mariola Konowalska-Sojda (ur. 30 maja 1982) – polska lekkoatletka, specjalistka od biegów długodystansowych i przełajowych.

## Kariera
Srebrna medalistka mistrzostw Polski seniorów w biegu przełajowym na dystansie około 7 kilometrów (Olszyna 2009). Medalistka mistrzostw kraju w biegach górskich. Wielokrotnie reprezentowała Polskę na dużych międzynarodowych zawodach:
- Mistrzostwa Europy Juniorów (Grosseto 2001) – 10. miejsce w biegu na 2000 metrów z przeszkodami
- Mistrzostwa Europy kobiet w biegach górskich (Zell am Harmersbach 2008) – nie ukończyła
- Mistrzostwa świata w biegach przełajowych (Amman 2009) – 82. miejsce
- Mistrzostwa Europy kobiet w biegach górskich (Telfes im Stubai 2009) – 37. miejsce
- Mistrzostwa świata w biegach przełajowych (Bydgoszcz 2010) – nie ukończyła
- Mistrzostwa Europy w biegach górskich (Saparewa Bania 2010) – 33. miejsce

## Rekordy życiowe
- Bieg na 3000 metrów – 9:42,50 (2006)
- Bieg na 5000 metrów – 17:01,40 (2006)
- Bieg na 2000 metrów z przeszkodami – 6:44,96 (2004)
- Bieg na 3000 metrów z przeszkodami – 10:25,80 (2005)